# Idioten
 For alternative betydninger, se Idioten (flertydig). (Se også artikler, som begynder med Idioten)
Idioten er en roman af Fjodor Mikhajlovitj Dostojevskij. Romanen blev udgivet som føljeton i tidsskriftet Russkij vestnik fra januar 1868 til februar 1869. Det er den mellemste af de tre store romaner, der anses for Dostojevskijs hovedværker. De to andre er Forbrydelse og straf og Brødrene Karamazov.
Fyrst Mysjkin, romanens hovedperson og titelfigur, er en af de forunderligste skikkelser i litteraturhistorien. Omkring ham grupperer sig en lang række meget forskellige skikkelser, der alle påvirkes af mødet med denne "vise dåre".
Mysjkin er epileptiker, og hans epileptiske anfald skildres på grundlag af Dostojevskijs egne personligt oplevede erfaringer med epilepsi.
Romanen er filmatiseret, bl.a. ved filmen af samme navn fra 1958, i Daun Khaus (2001) og ved tv-serien Idiot fra 2003.

## Personer i historien
| Personerne                        | Personerne |
| --------------------------------- | --- |
| Fyrst Lev Nikolájevitj Mýsjkin    | Epileptiker og den sidste efterkommer af en gammel adelig slægt. |
| Nastásja Filíppovna Barasjkóva    | Romanens femme fatale. Hendes omskiftelige temperament og utilregnelige luner får fyrst Mysjkin til at tro, hun er sindssyg.                                            |
| Iván Fjódorovitj Jepantjín        | En general, som nærer et faderligt forhold til fyrst Mysjkin. |
| Jelizavéta Prokófjevna Jepantjiná | Generalens hustru og en fjern slægtning til fyrst Mysjkin. Hun forsøger ivrigt at opdrage fyrsten og overraskes gang på gang af hans person.                            |
| Aleksándra Ivánovna Jepantjiná    | Generalen og generalindens ældste datter; er meget musikalsk anlagt. |
| Adelaída Ivánovna Jepantjiná      | Generalen og generalindens næstældste datter; ynder at male. |
| Aglája Ivánovna Jepantjiná        | Generalen og generalindens yngste datter. Har et smukt udseende og et meget omskifteligt humør, der til tider forplumrer hendes forhold til forældrene og omgivelserne. |
| Fyrst Sjtj.                       | Adelaidas forlovede. |
| Jevgénij Pávlovitj Radómskij      | En slægtning til fyrst Sjtj. og en af Aglajas bejlere. Har, ifølge rygterne, haft mange elskerinder.                                                                    |
| Gavríla Ardaliónovitj Ívolgin     | General Jepantjins sekretær. Ønsker at gifte sig med Nastásja Filíppovna, men nærer samtidig følelser for Aglaja.                                                       |
| Nína Aleksándrovna Ívolgina       | Gavrilas moder. |
| Kólja                             | Hedder egentlig Nikoláj; Gavrilas lillebror og en skoledreng, der nærer stor respekt for fyrst Mysjkin.                                                                 |
| Varvára Ardaliónovna Ívolgina     | Gavrilas søster. Hun har et voldsomt temperament og er senere hen gift med pantelåneren Iván Petróvitj Ptítsyn.                                                         |
| Ardalión Aleksándrovitj Ívolgin   | Gavrilas fader. En forhenværende general med en forkærlighed for spirituøse drikke. Er i pengenød, da han alt for ofte låner hos sine elskerinder.                      |
| Parfjón Semjónovitj Rogózjin      | Gavrilas rival og arving til en millionformue efter sin fader, som var købmand i Moskva. Går til yderligheder for at vinde sig Natásja Filíppovna.                      |
| Afanásij Ivánovitj Tótskij        | Epikuræer og Nastásja Filíppovnas elsker (eller rettere voldtægtsmand). En bekendt af general Jepantjin.                                                                |
| Ferdysjtjénko                     | En logerende hos familien Ivolgin og en bekendt af Nastásja Filíppovna. Har et meget udsvævende temperament og er svær at blive klog på.                                |
| Lukján Timoféjevitj Lébedev       | En arbejdsløs kontormand. Han lyver i ét væk og gør det med stor fornøjelse. Bliver senere ven med fyrst Mysjkin og general Ivolgin. Er enkemand efter sin afdøde kone. |
| Véra Lébedeva                     | Lebedevs ældste barn. Bliver senere ven med fyrst Mysjkin og plejer ham efter hans epileptiske anfald.                                                                  |
| Ippolít Teréntjev                 | En dreng med tuberkulose og en besk tone. Er ven med Kólja og søn af en kaptajnsenke, en af general Ivolgins elskerinder.                                               |
| Keller                            | En forhenværende sekondløjtnant og en god bokser. Bliver ven med fyrst Mysjkin.                                                                                         |